# Parc Montsouris

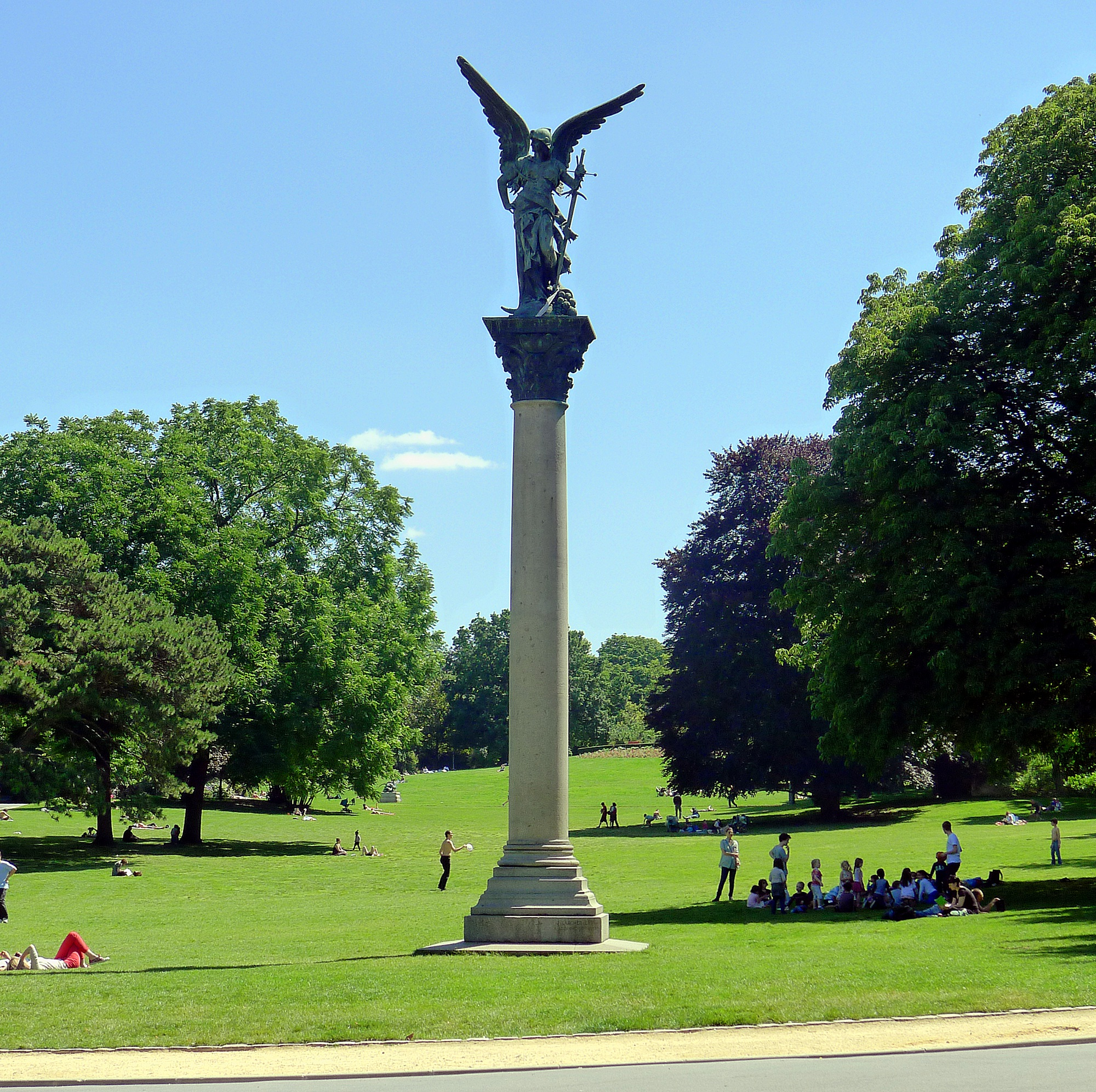
La Colonne de la Paix Armée, al Parc Montsouris

El Parc Montsouris és un parc públic situat a la ciutat de París, França. El parc es troba a la part sud-est del XIVé districte de la capital francesa, en el barri al qual dona nom. El Parc Montsouris és un jardí d'estil anglés, i constitueix un dels grans espais verds de la ciutat de París.

## Ubicació
El parc està situat al sud de París, a l'extrem sud-est del XIVé districte de la capital. El parc està delimitat, al sud, pel bulevard Jourdan -un dels "bulevards dels mariscals" que voregen la capital francesa-; a l'est, per la rue de la Cité Universitaire i la rue Gazan; al nord, per l'avinguda Reille; i, a l'oest, per la rue Émile Deutsch de la Meurthe i la rue Nansouty. Al sud del parc, de l'altre costat del boulevard Jourdan, es troba la Cité Internationale Universitaire de Paris, un vast complex de residències universitàries que acullen majoritàriament estudiants estrangers. Per l'est, el parc es troba molt a la vora del 13è districte de la capital.

## Història

Plànol del Parc Montsouris

El parc va nàixer per desig de Napoleó III, qui volia dotar a la capital d'un gran parc en cadascun del punts cardinals. El projecte fou dut a terme pel baró Haussmann, prefecte de París, qui n'encarregà l'execució a l'enginyer Jean-Charles Alphand, qui va crear aquest parc de 15 hectàrees i 1,5 km de perímetre. La construcció del parc començà el 1867 i es perllongà fins al 1878, tot i que la inauguració oficial va tenir lloc el 1869. Abans de la construcció del parc, els terrenys en els quals es troba formaven part de les pedreres de Montrouge. El principal problema va ser la presència de nombroses restes humanes que hi havien estat soterrades en el marc del trasllat als afores de París de les restes mortals d'alguns cementeris de l'interior de la ciutat, principalment el cementiri dels Innocents. Les dificultats de condicionament del subsòl es fan paleses en els forts desnivells que caracteritzen el parc.

## Punts d'interés

### El llac

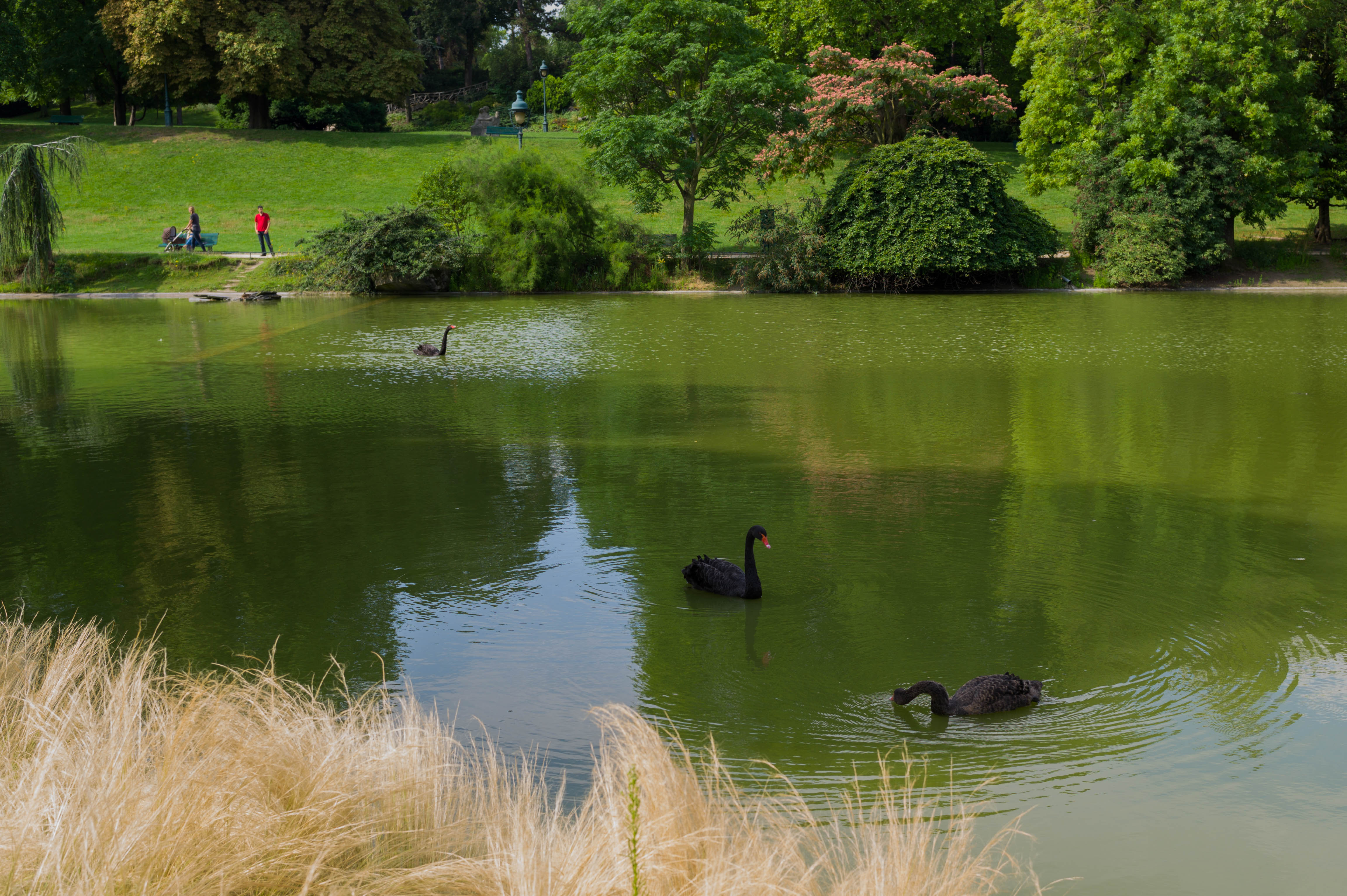
Cignes negres al llac del Parc Montsouris.

El parc compta amb un llac artificial, situat al quadrant nord-est. Al llac i al seu voltant es poden trobar espècies animals com ara ànecs collverds, cignes blancs, negres i de coll negre, tortugues aquàtiques i diversos tipus de peixos.

### El Pavelló Montsouris
El Pavelló Montsouris és un xicotet edifici situat sobre la vora oriental del parc. Alberga un restaurant establit el 1889, pel qual han passat nombroses personalitats, como ara Lenin, Lev Trotski, Simone de Beauvoir o Jean-Paul Sartre.

### L'Observatori Meteorològic de Montsouris
L'observatori meteorològic de Montsouris va ser fundat el 1872 per Charles Sainte-Claire Deville. En aquell moment, l'observatori es va instal·lar al Palau del Bardo. El 1973 l'observatori es va traslladar a un nou edifici, igualment dins del parc. El 2011 el personal del centre es va traslladar a unes noves instal·lacions a la localitat de Saint-Mandé, però tot i això els instruments d'enregistrament meteorològics continuen funcionant des del parc.

## Informacions pràctiques
Són diversos els mitjans de transport públics que faciliten l'accés al parc Montsouris. A dins mateix del perímetre del parc es troba l'estació Cité Universitaire de l'RER, per on circula la línia B. A la vora sud del parc es troba l'estació del mateix nom de la línia 3a del tramvia.